# 음불라에니 물라우지

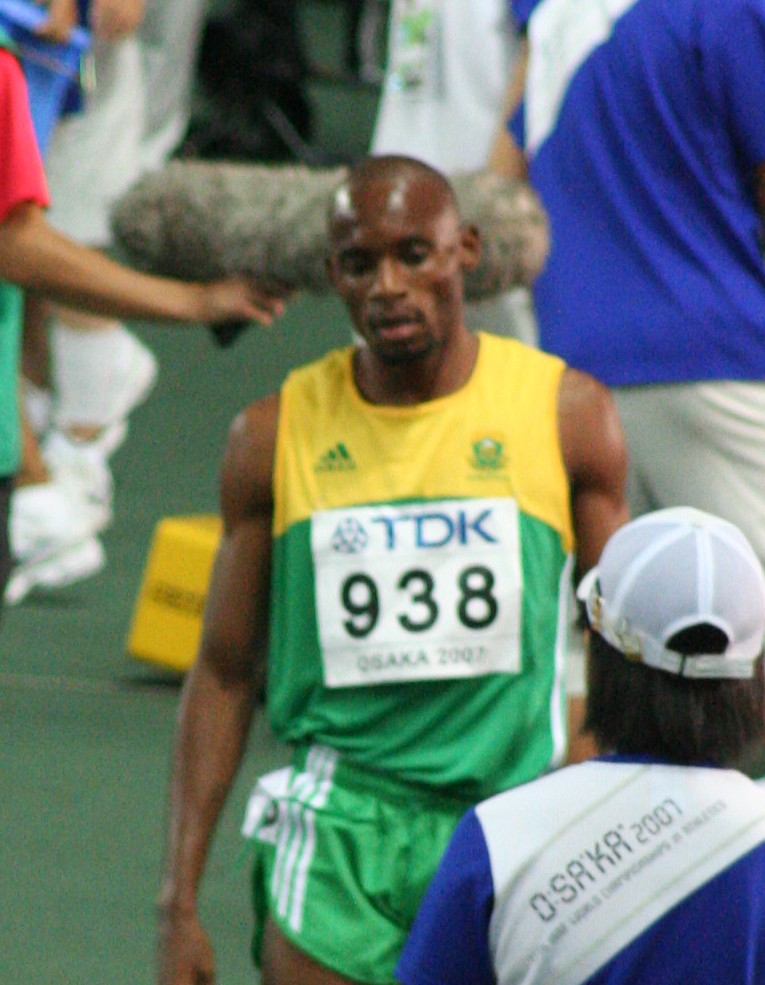
음불라에니 물라우지

음불라에니 물라우지(Mbulaeni Mulaudzi, 1980년 9월 8일 ~ 2014년 10월 24일)는 남아프리카 공화국의 육상 선수이다. 2004년 아테네 올림픽 남자 800m 은메달리스트이자 2009년 세계 육상 선수권 대회 800m 금메달리스트이다. 2013년 현역에서 은퇴했다. 2014년 10월 24일 교통 사고로 35세의 나이로 사망했다.